# Шлемасс
Шлема́сс — село в Инзенском районе Ульяновской области. Входит в состав Коржевского сельского поселения.

## Расположение
Село расположено в живописной местности по берегам реки Талы, в 35 км к северу от райцентра. Рядом с селом проходит дорога, которая соединяет его с ближайшими населёнными пунктами: деревня Челдаево и село Проломиха. Высота центра населённого пункта — 158 м.

## Название
Происхождения названия села в настоящее время не имеет точного объяснения. Одна из версий, бытующая среди местных татар, носит шутливый характер и объясняет название села от татарского слова «Ишламас» — неработающий, бездельник. Надо полагать, что название села связано с чем-то другим, например, названием реки или местности. В «Топографическом описании Симбирского наместничества» есть такие строки: «…Канадейский уезд граничит к северу с Карсунским и Тагайским… Реки в Канадейской округе находятся нижеследующие: … 17-я. Шлемас, выходит из полей, течет на север и через 10 верст впадает в реку Суру…». (http://bastanovo.ru/wp-content/uploads/2019/02/SHlemass-----selo-v-Inzenskom-rayone-Ulyanovskoy-oblasti..pdf)
Название «Шлемас» с одной буквой «с» село носило долгое время и только в Советское время, в 1929 году, добавили ещё одну букву «с».

## История
Шлема́сс основан в 1648 году, при создании Карсунско-Симбирской черты.
По 3-й Ревизской сказке 1762-64 годов, деревня Шлямас, служилые татары, относилась к Ввальному стану Синбирского уезда.
В 1780 году, при создании Симбирского наместничества, деревня Шлемас из Симбирского уезда вошла в состав Карсунского уезда.
Так как сёла здесь расположены на небольших расстояниях (от 2 до 7 км.) друг от друга и в окружении лесов — пахотных земель не хватало для нужд быстрорастущего населения. В связи с этим в 1930-х годах часть шлемасских татар переселились в Базарно-Сызганский район, образовав там Красный Шлемасс. В настоящее время это село исчезло: кто-то переехал в Базарный Сызган, а молодёжь по городам.
С 1918 года в деревне был создан сельсовет, который вошёл в состав Коржевской волости.

## Население
| Года | Численность | Примечания |
| 1780 | 112         | Ревизских душ, служилых татар |
| ---- | ----------- | --- |
| 1859 | 556         | Артемьев А. И. Списки населенных мҌстъ /Симбирская Губернія. — Санкт Петербургъ: изданъ Центральнымъ статистическимъ комитетомъ министерства внутреннихъ дҌлъ, 1862. / Мечеть магометанская 1./ |
| 1897 | 931         | есть одна мечеть магометанская, медресе. |
| 1913 | 1330        | мечеть, медресе. |
| 1924 | 1040        | школа 1-й ступени. |
| 1930 | 1073        | начали официально писать «Шлемасс». |

## Инфраструктура
- Сельский клуб. В 1996 г. население составило 128 чел. Местные жители работали в СПК им. Огарева. Работали клуб, медпункт. Окрестности села богаты грибами и ягодами.

## Галерея

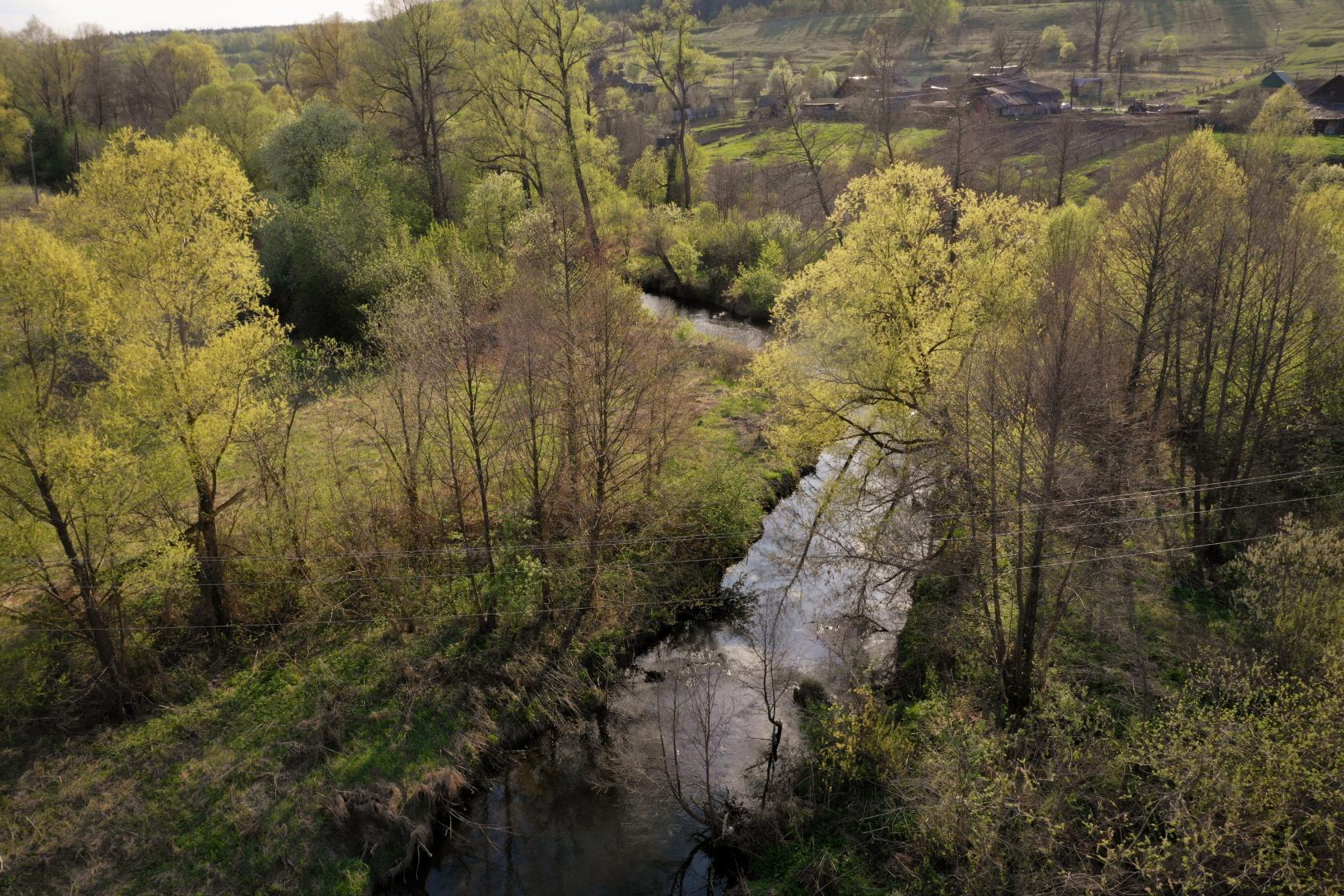
Шлемасс, река.
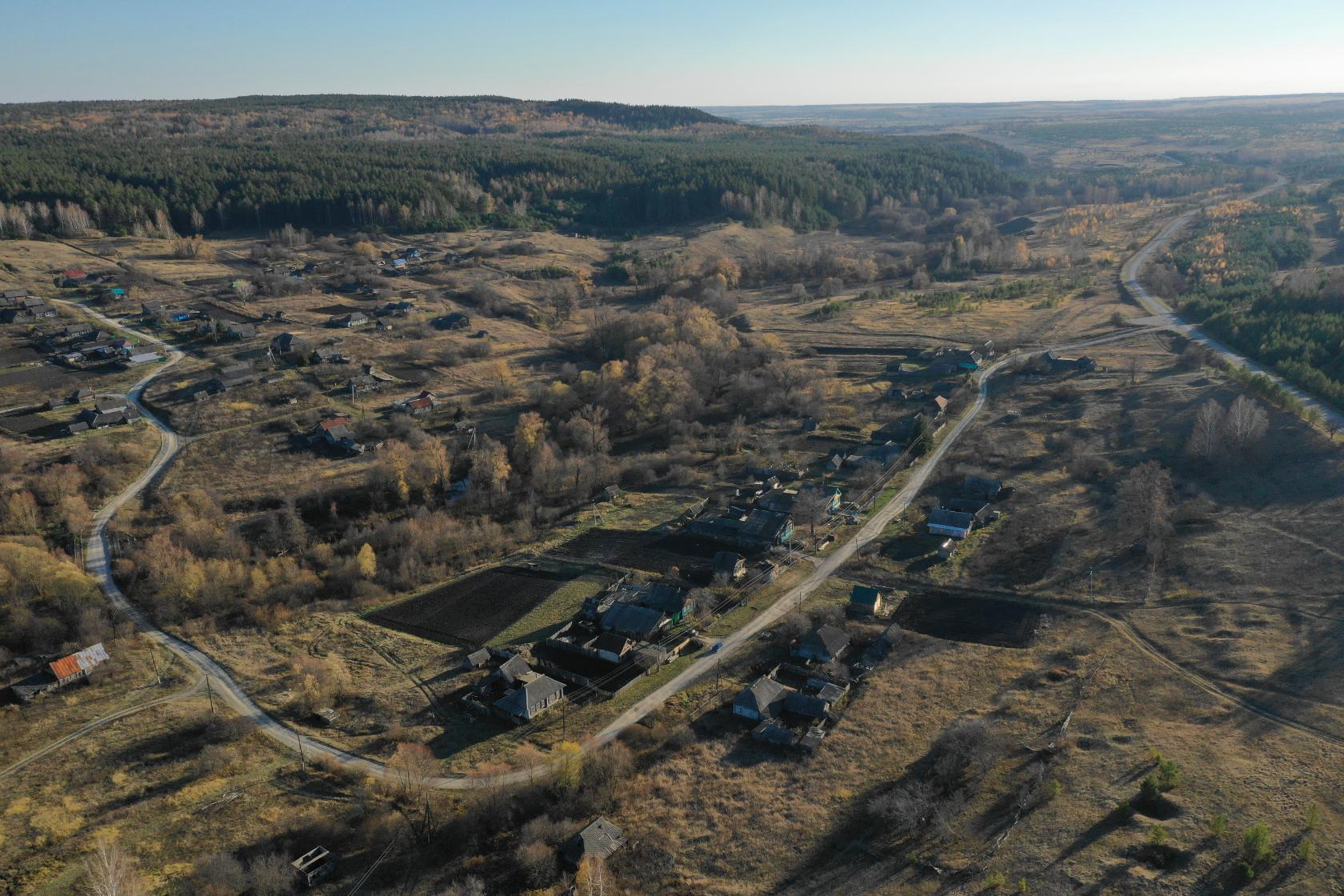
Шлемасс, вид с птичьего полёта.